# آن ويثيرال
آن ويثيرال (بالإنجليزية: Ann Weatherall)‏ هي أكاديمية نيوزيلندية، ولدت في 1964.